# Ridgways whippoorwill
De Ridgways whippoorwill (Antrostomus ridgwayi; synoniem: Caprimulgus ridgwayi) is een vogel uit de familie Caprimulgidae (nachtzwaluwen). De vogel is genoemd naar de Amerikaanse ornitholoog Robert Ridgway.

## Verspreiding en leefgebied
Deze soort komt voor van noordwestelijk Mexico tot Nicaragua en telt twee ondersoorten:
- A. r. ridgwayi: zuidoostelijk Arizona en westelijk Mexico.
- A. r. troglodytes: centraal Guatemala, centraal Honduras en centraal Nicaragua.